# 库肯霍夫城堡

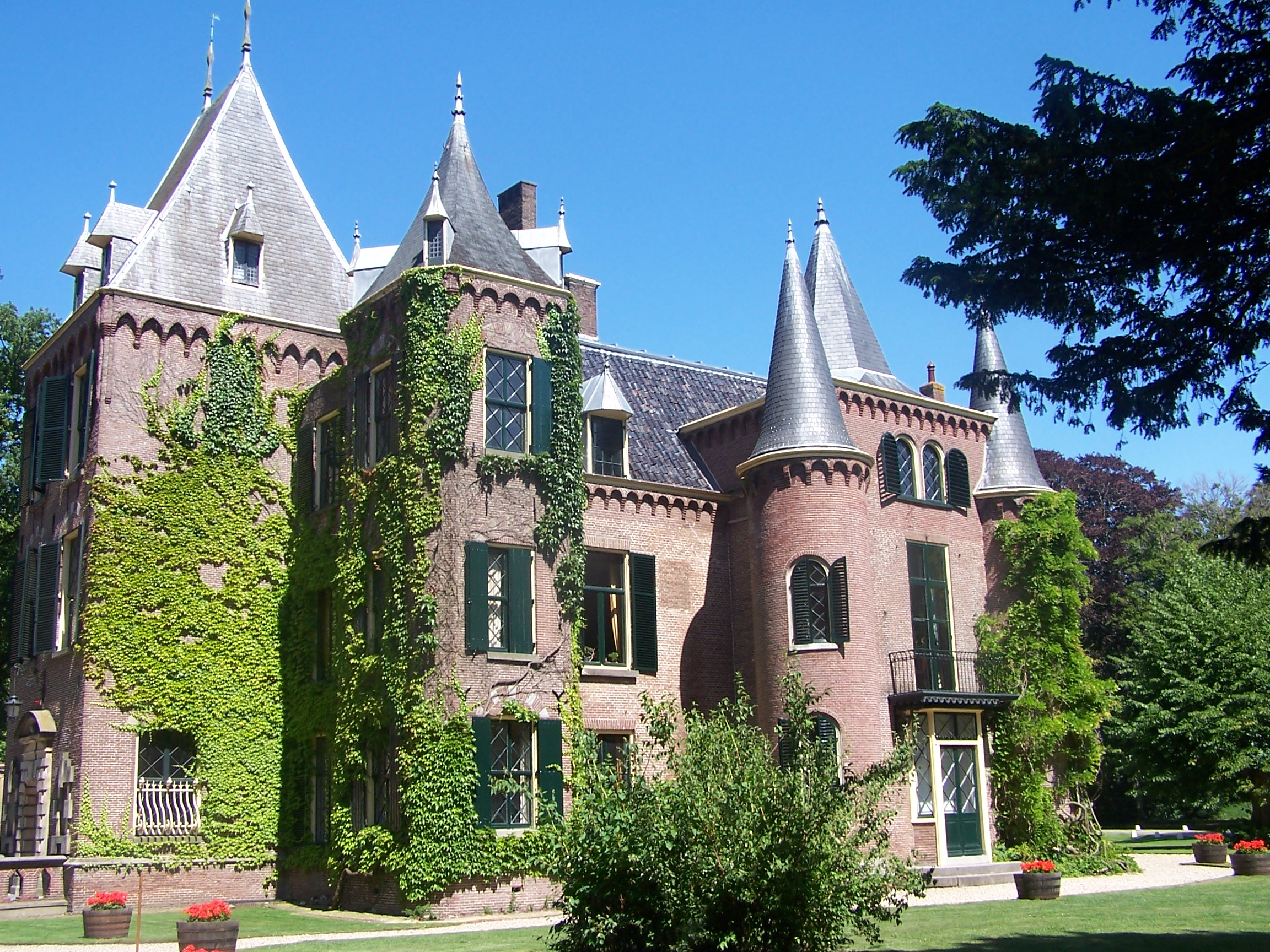
库肯霍夫城堡

库肯霍夫城堡（kasteel Keukenhof）是邻近荷兰利瑟的位于库肯霍夫对面的城堡。1642年该户外地（buitenplaats）由阿德里安·马尔滕斯·布洛克（Adriaen Maertensz. Block）建造，后者是荷兰东印度公司摩鹿加群岛前指挥官。他是否占据此城堡仍不清楚。
此后的主人有解剖学教授威廉·罗尔（Willem Röell），以及艺术品鉴定家约翰·斯滕赫拉赫特·范奥斯特卡佩勒（Johan Steengracht van Oostcapelle），1809年该城堡在坍塌中被拯救。
该城堡于1865年前后被Van Pallandt家族以新文艺复兴式（neo-renaissance）风格建筑并装饰以角塔（hoektorens）。其中有重要的家具和雕像收藏，包括尼古拉斯·马斯（Nicolaes Maes）的收藏。中国和日本的瓷器是17世纪做法，存于特殊和特别建造的内阁中，后者有一个丹尼爾·馬羅特（Daniel Marot）的繁复风格的壁炉。该房间墙壁被金皮（goudleer）覆盖。
在最后一位主人Jan Carel Elias van Lynden (1912-2003)去世后，该城堡由一个基金会拥有。该城堡及属于其的森林、花园及土地约有230公顷多。若干年内，该城堡及其车房（Carriage house）对游客开放。婚礼在此举行，并时常有电影在此拍摄。如今这里举行一年一度的城堡节（Castlefest）。

## 花絮
- 电视节目Wie is... de Mol?时常在该城堡上演。